# 1911-es magyar úszóbajnokság
Az 1911-es magyar úszóbajnokság a 16. magyar bajnokság volt.

## Eredmények

### Férfiak
| Versenyszám                                   | Arany                          | Arany   | Ezüst                      | Ezüst                      | Bronz                         | Bronz                      |
| --------------------------------------------- | ------------------------------ | ------- | -------------------------- | -------------------------- | ----------------------------- | -------------------------- |
| 100 yard gyorsúszás július 30., Császár       | Munk József MTK                | 1:00:2  | Szentgróthy László MAFC    |                            | Erdős Dezső BAK               |                            |
| 220 yard gyorsúszás június 11., Millenáris    | Kurt Bretting Hellas Magdeburg | 2:34,2  | Las Torres Béla MAC        | 2:36                       |                               |                            |
| 440 yard gyorsúszás augusztus 15., Millenáris | Hajós Henrik 33 FC             | 5:54    | Wenisch Antal BAK          |                            |                               |                            |
| 880 yard gyorsúszás szeptember 3., Császár    | Hajós Henrik 33 FC             | 12:04,2 | Kenyery Alajos MAFC        |                            | Klauschek Ferenc BTC          |                            |
| 1 mérföld gyorsúszás június 29., Millenáris   | Hajós Henrik 33 FC             | 25:35   | Több célbaérkező nem volt. | Több célbaérkező nem volt. | Több célbaérkező nem volt.    | Több célbaérkező nem volt. |
| 200 yard mellúszás június 18., Millenáris     | Toldi Ödön MTK                 | 2:48,2  | Demján Oszkár BTC          |                            | Borovi Ferenc BAK             |                            |
| 150 yard hátúszás július 16., Millenáris      | Baronyi András MAC             | 1:57,2  | Wenk János Ferencvárosi TC | 1:58,2                     | Wendelin István MAFC          |                            |
| folyamuszás augusztus 21.                     | Hajós Henrik 33 FC             | 1:05:13 | Kronberg Alajos MAFC       | 1:05:59,8                  | Roller Sándor Ferencvárosi TC | 1:07:55,2                  |